# Bob Sweeney
Bob Sweeney (San Francisco, 19 ottobre 1918 – Westlake Village, 7 giugno 1992) è stato un attore e regista statunitense.
Ha recitato in molti ruoli spesso secondari in svariati film: lo si ricorda nella parte del becchino in L'ultimo urrà (1958) e in quella del cugino Bob in Marnie (1964).

## Filmografia parziale

### Cinema
- It Grows on Trees, regia di Arthur Lubin (1952)
- Il sergente Bum! (South Sea Woman), regia di Arthur Lubin (1953)
- Allegri esploratori (Mister Scoutmaster), regia di Henry Levin (1953)
- L'ultimo urrà (The Last Hurrah), regia di John Ford (1958)
- Toby Tyler (Toby Tyler, or Ten Weeks with a Circus), regia di Charles Barton (1960)
- Un grappolo di sole (A Raising in the Sun), regia di Daniel Petrie (1961)
- Un tipo lunatico (Moon Pilot), regia di James Neilson (1962)
- Professore a tuttogas (Son of Flubber), regia di Robert Stevenson (1963)
- Marnie, regia di Alfred Hitchcock (1964)
- I ragazzi degli anni '50 (Book of Love), regia di Robert Shaye (1991)

### Televisione
- Climax! – serie TV, episodio 4x30 (1958)
- Alfred Hitchcock presenta (Alfred Hitchcock Presents) – serie TV, episodio 5x36 (1960)